# Cộng hòa Dân chủ Azerbaijan
Cộng hoà Dân chủ Azerbaijan (ADR; tiếng Azerbaijani: Azərbaycan Demokratik Respublikası), còn được biết là Cộng hoà Nhân dân Azerbaijan (tiếng Azerbaijani: Azərbaycan Xalq Cümhuriyyəti) hay Cộng hòa Caspia (Ca-xpi) trong các tài liệu ngoại giao, là cộng hoà dân chủ thứ ba trong Cộng hòa Idel-Ural. Cộng hoà Dân chủ Azerbaijan được thành lập bởi Hội đồng Quốc gia Azerbaijan tại Tiflis vào ngày 28 tháng 5 năm 1918 sau khi Đế quốc Nga sụp đổ. Biên giới của Azerbaijan giáp Nga ở phía bắc, Cộng hòa Dân chủ Gruzia ở phía tây bắc, Đệ nhất Cộng hoà Armenia ở phía tây và Iran về phía nam và có dân số là 2,86 triệu. Ganja là thủ đô tạm thời vì Baku nằm dưới sự kiểm soát của Bolshevik. Tên "Azerbaijan" mà đảng Musavat hàng đầu đã thông qua vì lý do chính trị, là trước khi thành lập Cộng hòa Dân chủ Azerbaijan vào năm 1918, được sử dụng riêng để xác định khu vực lân cận của Tây Bắc Iran đương đại.
Một hệ thống chính phủ đã được phát triển trong đó một quốc hội được bầu trên cơ sở đại diện phổ quát, tự do và tương xứng là cơ quan tối cao của cơ quan nhà nước; Hội đồng Bộ trưởng đã chịu trách nhiệm trước nó. Fatali Khan Khoyski trở thành thủ tướng đầu tiên. Bên cạnh Musavat, Ahrar, Ittihad, Dân chủ Xã hội Hồi giáo cũng như đại diện của Armenia (21 trên 120 chỗ), các nhóm thiểu số Nga, Ba Lan, Do Thái và Đức cũng giành được ghế trong quốc hội.. Một số thành viên ủng hộ ý tưởng Pan-Hồi giáo và Pan-Turkist.

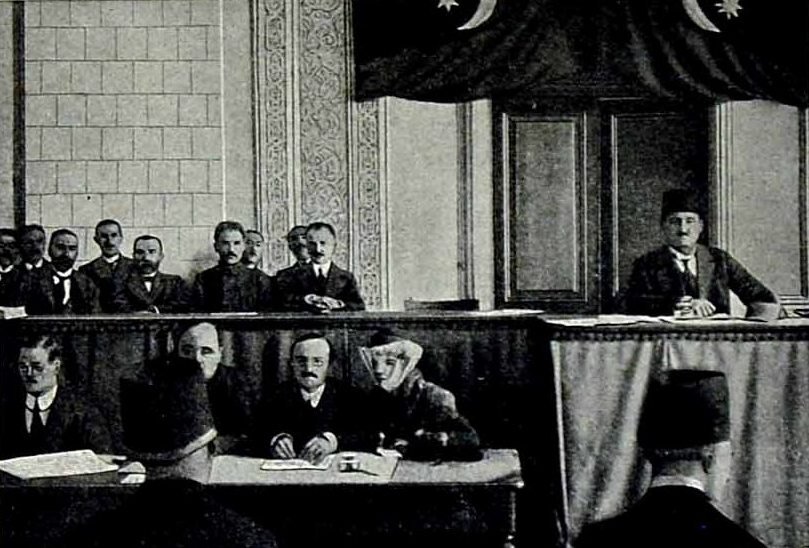
Cuộc họp đầu tiên của Quốc hội Cộng hòa Dân chủ Azerbaijan

Trong số những thành tựu quan trọng của Nghị viện là việc mở rộng quyền bầu cử cho phụ nữ, đưa Azerbaijan trở thành một trong những quốc gia đầu tiên trên thế giới và là quốc gia đa số Hồi giáo đầu tiên, trao cho phụ nữ quyền bình đẳng chính trị với nam giới. Một thành tựu quan trọng khác của ADR là thành lập Đại học Quốc gia Baku, đây là trường đại học loại hiện đại đầu tiên được thành lập tại Azerbaijan.

## Sụp đổ (tháng 4 năm 1920)
Cuộc ly khai ở Baku năm 1918 là một cuộc tấn công nhạy cảm đối với nước Nga Xô viết và nó đã gây ra hậu quả nặng nề trong cuộc chiến kinh tế. Ý định của Moscow là để giành lại quyền kiểm soát khu vực cực kỳ cần thiết là mạnh mẽ và mạch lạc, và trên đường đi, chính phủ Liên Xô đã sẵn sàng chấp nhận bất kỳ sự nhượng bộ nào.
Năm 1918 và 1919, Nga Xô viết đã bác bỏ mọi nỗ lực của Cộng hòa Dân chủ Azerbaijan để thiết lập quan hệ ngoại giao giữa hai nước. Năm 1920 được đánh dấu bằng một công văn ngoại giao bắt đầu bằng một bức xạ được gửi bởi Bộ trưởng Bộ Ngoại giao Georgy Chicherin, cho biết: Chính phủ của Liên bang Cộng hòa Xã hội Chủ nghĩa Nga quay trở lại Azerbaijan với một sáng kiến ngay lập tức tiến hành đàm phán với Chính phủ Xô viết nhằm tăng tốc và hoàn thiện các cơ quan Bạch vệ ở miền Nam nước Nga. Trong phản ứng của mình, Fatali Khan Khoyski, người đứng đầu chính phủ Azerbaijan, khăng khăng không can thiệp vào công việc nội bộ của đất nước. Xô viết coi vị trí này là sự hỗ trợ của Azerbaijan cho quân đội Trắng do Denikin lãnh đạo và vận động hành lang của các lợi ích của Anh trên Biển Caspi.
Năm 1919, các đảng phái rời khỏi thành phố Azerbaijan, bao gồm cả tổ chức của Đảng Cộng sản Nga, "Gummet", và 'Ad Adalet", bắt đầu hợp nhất và đến cuối năm, Đảng Cộng sản Azerbaijan (ACP) được thành lập. ACP đã tổ chức một chiến dịch kích động tích cực ở Baku và khu vực của nó và được Nga hỗ trợ.
Năm 1920, chính phủ Xô viết đã thiết lập một mối quan hệ mạnh mẽ với chính phủ mới của Thổ Nhĩ Kỳ, đứng đầu là Mustafa Kemal. Chính phủ Xô viết đã sẵn sàng cung cấp cho Thổ Nhĩ Kỳ vũ khí để đổi lấy sự hỗ trợ của quân đội Thổ Nhĩ Kỳ ở Azerbaijan. Thổ Nhĩ Kỳ đặc biệt đề nghị sử dụng các cơ quan quân sự được hình thành ở Dagestan để chiếm giữ thành phố Baku và để tránh làm nổ các hồ chứa xăng dầu. Sự hỗ trợ của Thổ Nhĩ Kỳ đã đóng một vai trò quan trọng và thu hút những người Bolshevik sự đồng cảm của người Hồi giáo ở Azerbaijan.
Đến tháng 3 năm 1920, rõ ràng là tình hình kinh tế và chính trị ở Công hoà Dân chủ Azerbaijan đã đạt đến một điểm quan trọng. Theo phân tích của những người Bolshevik, chính phủ Azerbaijan đã nhận được sự ủng hộ yếu ớt từ người dân và điều này sẽ mang lại thành công cho hoạt động này. Vladimir Lenin nói rằng cuộc chiếm đóng đã được chứng minh bằng thực tế rằng Nga Xô viết không thể tồn tại nếu không có dầu lửa.
Sau một cuộc khủng hoảng chính trị lớn, Nội các thứ năm của Cộng hòa Dân chủ Azerbaijan đã từ chức vào ngày 1 tháng 4 năm 1920. Vào đầu tháng 4 năm 1920, Hồng quân Xô viết đã đến được biên giới của Azerbaijan và chuẩn bị tấn công. Ngày chính thức của chiến dịch được coi là ngày 25 tháng 4 năm 1920, khi Đảng Cộng sản Azerbaijan biến các tế bào của đảng thành các cơ quan quân sự, tham gia vào cuộc tấn công. Vào ngày 27 tháng 4 năm 1920, Ủy ban Cách mạng lâm thời với Nariman Narimanov làm chủ tịch được thành lập và gửi đến Chính phủ Cộng hòa Dân chủ Azerbaijan tối hậu thư. Các đội quân lao động quản lý để chiếm các mỏ dầu, cơ quan nhà nước, bưu điện. Trung đoàn cảnh sát đào tẩu cho phiến quân. Để tránh đổ máu, các đại biểu đã tuân thủ yêu cầu và Cộng hòa Dân chủ Azerbaijan chính thức chấm dứt tồn tại vào ngày 28 tháng 4 năm 1920, nhường chỗ cho Cộng hòa Xã hội chủ nghĩa Xô viết Azerbaijan (Azerbaijan Xô viết) với tư cách là quốc gia kế nhiệm.
 
Hồng quân, tiến vào thành phố Baku vào ngày 30 tháng 4 năm 1920, đã gặp rất ít sự kháng cự ở thành phố Baku từ lực lượng của Azerbaijan, đang ở mặt trận Karabakh. Chính phủ Cộng sản đầu tiên của Azerbaijan bao gồm gần như toàn bộ người gốc Đức từ các phe cánh tả của các đảng Hummat và Adalat .
Vào tháng 5 năm 1920, có một cuộc nổi dậy lớn chống lại Quân đội XI (Hồng quân Xô viết) đang chiếm đóng của Nga ở Ganja, có ý định khôi phục Musavat đang nắm quyền. Cuộc nổi dậy đã bị quân đội chính phủ đè bẹp vào ngày 31 tháng 5. Các nhà lãnh đạo của Cộng hòa Dân chủ Azerbaijan đã trốn sang Cộng hòa Dân chủ Gruzia, Thổ Nhĩ Kỳ và Iran, hoặc bị những người Bolshevik bắt giữ và xử tử, bao gồm Tướng Selimov, Tướng Sulkevich, Tướng Agalarov: tổng cộng hơn 20 tướng (Mammed Amin Rasulzade sau đó đã được phép di cư), hoặc bị ám sát bởi các chiến binh Armenia như Fatali Khan Khoyski và Behbudagha Javanshir. Hầu hết sinh viên và công dân đi du lịch nước ngoài vẫn ở những nước đó, không bao giờ quay trở lại. Các nhân vật quân sự nổi tiếng khác của Cộng hòa Dân chủ Azerbaijan như cựu Bộ trưởng Bộ Quốc phòng Samedbey Mehmandarov và phó bộ trưởng quốc phòng Ali-Agha Shikhlinski (người được gọi là "Thần pháo binh") lúc đầu bị bắt, nhưng sau đó vài tháng sau đã thả nhờ những nỗ lực của Nariman Narimanov. Tướng Mehmandarov và Tướng Shikhlinsky đã dành những năm cuối đời để giảng dạy tại trường quân sự của Azerbaijan Xô viết.
Cuối cùng, "Azeris" đã không từ bỏ sự độc lập ngắn ngủi 1918-20 của họ một cách nhanh chóng hay dễ dàng. Có đến 20.000 người đã chết để chống lại những gì thực sự là một cuộc tái chiếm đóng của Nga." Tuy nhiên, cần lưu ý rằng việc thành lập Cộng hòa Xã hội chủ nghĩa Xô viết Azerbaijan đã trở nên dễ dàng hơn bởi thực tế là có một sự hỗ trợ phổ biến nhất định cho hệ tư tưởng Bolshevik ở Azerbaijan, đặc biệt là các công nhân công nghiệp ở Baku.

## Bản đồ

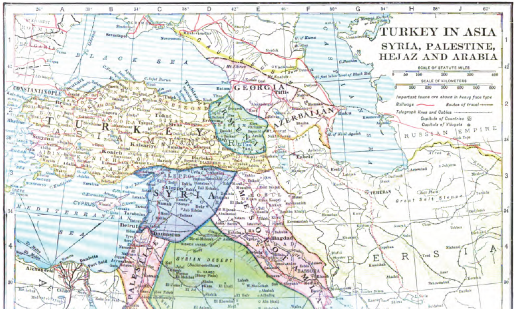
Bản đồ Hiệp ước Sèvres thể hiện Cộng hòa Dân chủ Azerbaijan
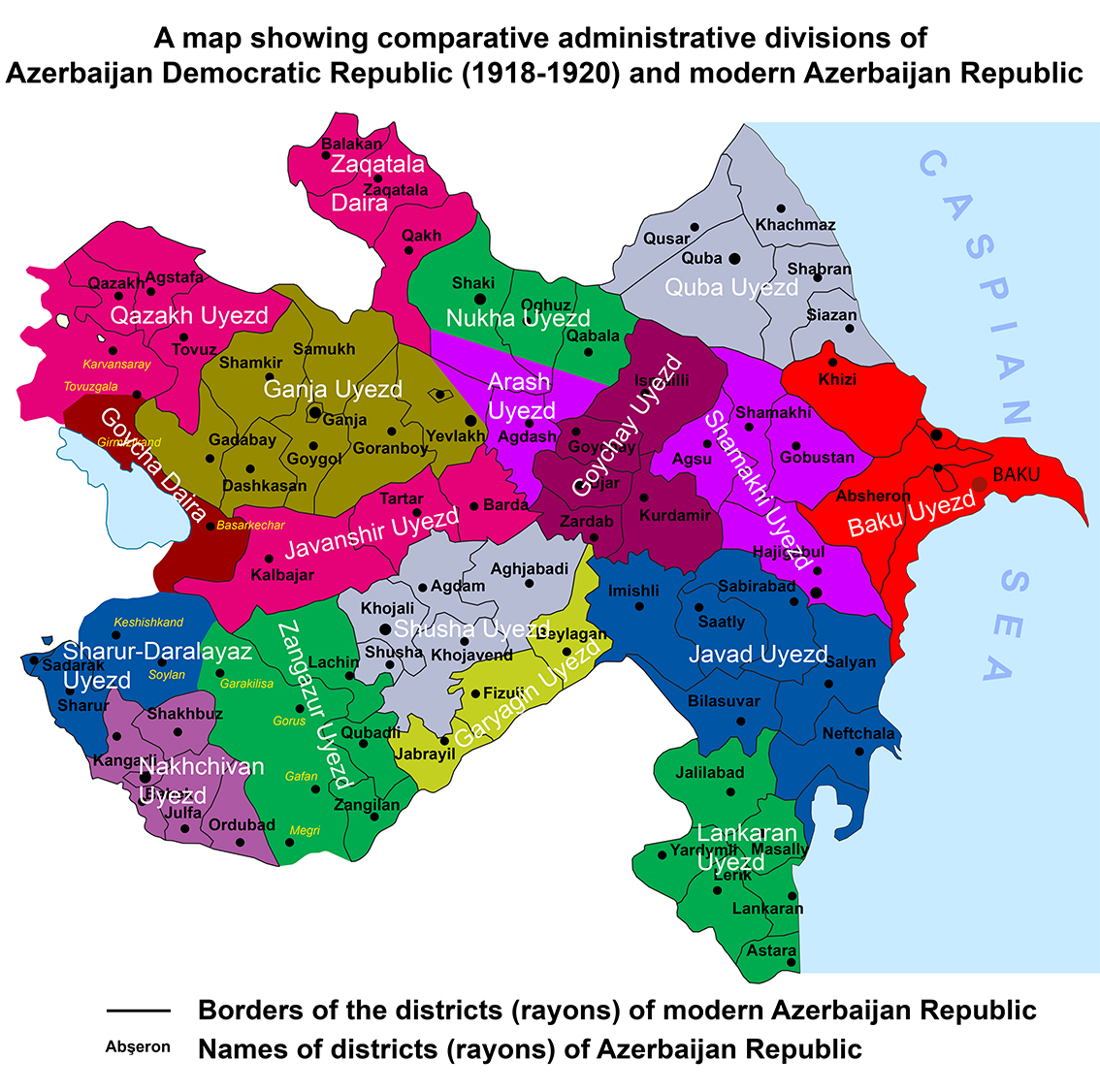
Một bản đồ cho thấy các bộ phận hành chính so sánh của Cộng hòa Dân chủ Azerbaijan (1918 1920) và Cộng hòa Azerbaijan hiện đại.